# Friedrich Bohndorff

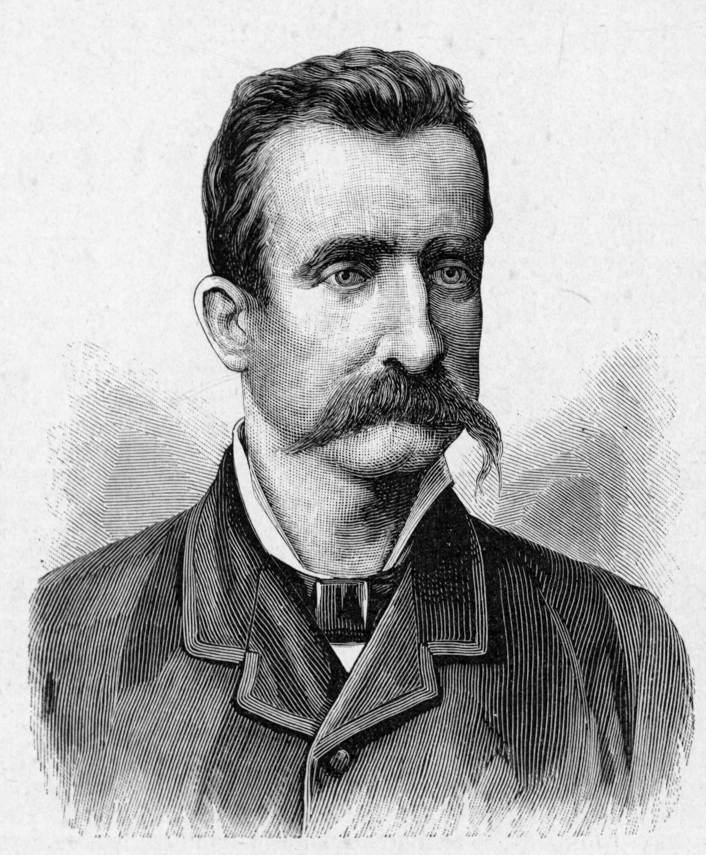
Friedrich Bohndorff (1887)

Friedrich Bohndorff (Plau am See, 15 agosto 1848 – Locarno, 26 marzo 1921) è stato un ornitologo tedesco.

## Biografia
Inizialmente apprendista orafo, intraprese un viaggio in Egitto nel 1871, dove trascorse alcuni anni imparando l'arabo a Il Cairo. Nel 1880 partecipò a una spedizione nell'entroterra africano sotto la guida di Vasilij Vasil'evič Junker (1840–1892). La spedizione fu una continuazione dell'esplorazione scientifica e della ricerca iniziata da Georg August Schweinfurth (1836–1925) diversi anni prima. Qui, il gruppo entrò nelle regioni abitate dai popoli Mangbetu e Zande. Nel 1882, il suo ritorno verso nord, sul Nilo, fu ritardato dalla rivolta del Mahdi, costringendolo a trascorrere più di un anno nella regione di Bahr al-Ghazal nel Sudan meridionale.

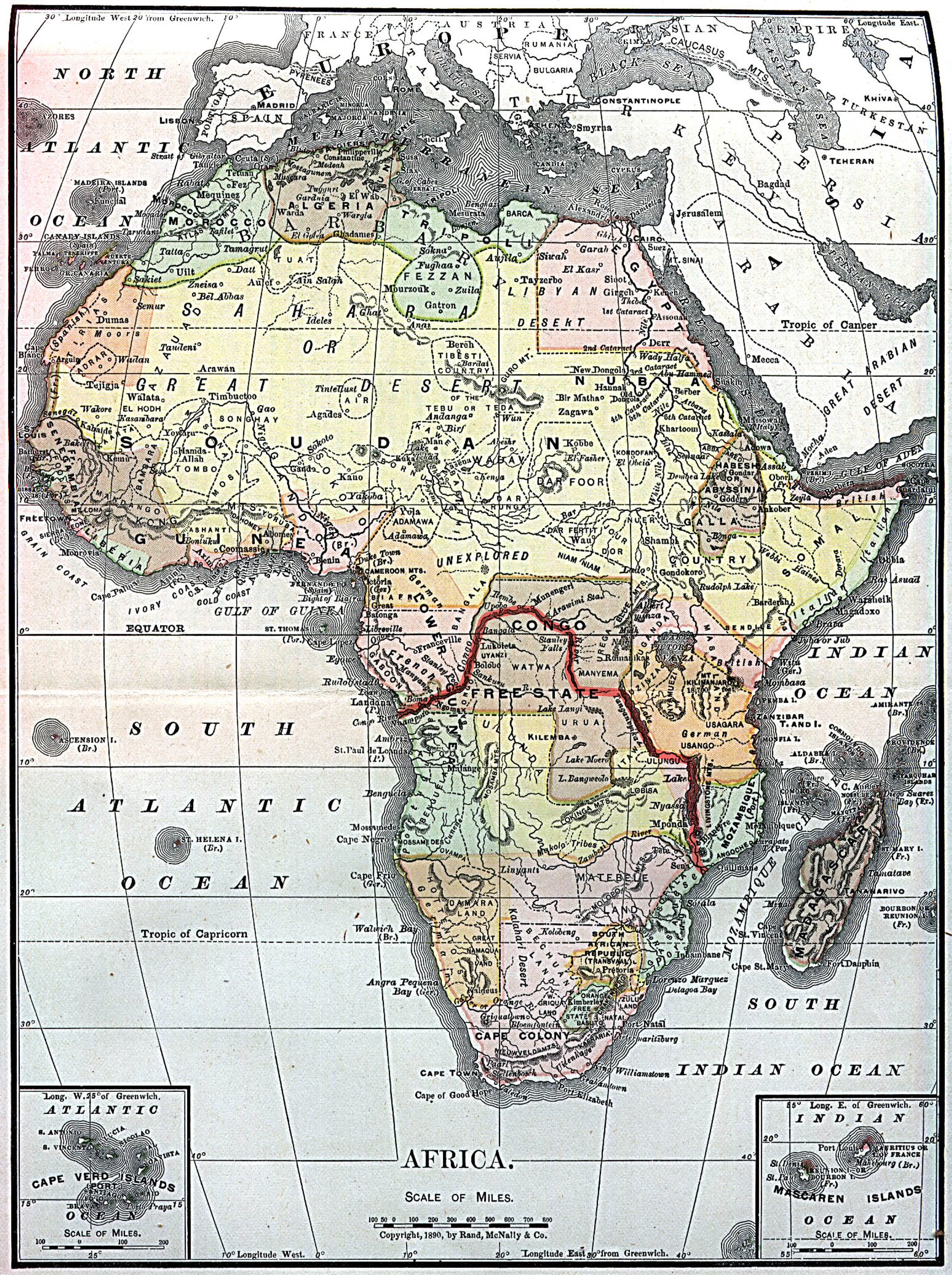
Rotta della spedizione Österreichische-Congo (1885-87)

Nel 1885-87, con il geologo Oskar Lenz, attraversò con successo il continente africano, da ovest a est, trascorrendo poi sei mesi con Lenz a Vienna e Bruxelles. Nel 1889 Bohndorff prestò servizio come dragomanno della Schutztruppe sotto Hermann von Wissmann (1853–1905) nell'Africa Orientale tedesca e dal 1892 visse e lavorò a Berlino.
In Africa scoprì e descrisse numerose specie di insetti, nonché specie e sottospecie ornitologiche. Esiste una manciata di sottospecie di uccelli che portano il suo nome, tra cui Anthus leucophrys bohndorffi (pipit dal dorso semplice del Congo) e Ploceus cucullatus bohndorffi (una sottospecie di tessitore di villaggio).